# 11521 Erikson
11521 Erikson este un asteroid din centura principală de asteroizi.

## Descriere
11521 Erikson este un asteroid din centura principală de asteroizi. A fost descoperit pe 10 aprilie 1991 la Observatorul La Silla de Eric Walter Elst. Asteroidul prezintă o orbită caracterizată de o semiaxă mare de 3,16 ua, o excentricitate de 0,17 și o înclinație de 2,1° în raport cu ecliptica.